# Władimir Grigorjew (łyżwiarz)
Władimir Władimirowicz Grigorjew (ros. Владимир Викторович Григорьев; ur. 8 sierpnia 1982 w Szostce na Ukrainie) – rosyjski łyżwiarz szybki, specjalizujący się w short tracku. Medalista olimpijski z Soczi.
Wcześniej reprezentował Ukrainę. W barwach tego kraju wystąpił na igrzyskach w Salt Lake City i w Turynie. W 2006 opuścił Ukrainę i został obywatelem rosyjskim. Decyzja o reprezentowaniu Rosji była motywowana niewielką liczbą bezpłatnych lodowisk na Ukrainie. Obecnie mieszka w Klinie. W 2012 w Calgary ustanowił rekord świata na 500 m. Zdobywając srebrny medal w Soczi został najstarszym medalistą olimpijskim w short tracku w historii.